# Merek Raya
Merek Raya is een bestuurslaag in het regentschap Simalungun van de provincie Noord-Sumatra, Indonesië. Merek Raya telt 2912 inwoners (volkstelling 2010).